# José Coll y Cuchí
José Coll y Cuchí (Arecibo, 12 de janeiro de 1877 — Santurce, 2 de julho de 1960) foi um advogado, escritor e fundador do Partido Nacionalista de Porto Rico. Era membro de uma família porto-riquenha de políticos, educadores e escritores.

## Primeiros anos
José nasceu em Arecibo, Porto Rico. Seu pai era Cayetano Coll y Toste, um historiador que, em 1913, foi nomeado o "historiador oficial de Porto Rico", e sua mãe Adela, era a filha do ex-prefeito de Arecibo, José Cuchí y Arnau. A família dele o mandou para escolas particulares para sua educação primária e secundária. Em 1896, foi a Espanha a pedido de seus pais, onde se formou em Direito pela Universidade de Barcelona. Durante sua estada na Espanha, se interessou por política e se envolveu com o movimento de independência de Porto Rico.
Quando José voltou ao Porto Rico, se encontrou com uma situação política totalmente diferente. A ilha, que já pertenceu à coroa espanhola, era agora um território dos Estados Unidos, que veio acontecer como parte do acordo do Tratado de Paris como consequência do desfecho da Guerra Hispano-Americana.

## Político
Em 1904, aderiu ao Partido Republicano, em Porto Rico, e foi eleito deputado da Câmara dos Representantes. Acreditando que a identidade de Porto Rico como uma nação estava ameaçada pela lei Foraker, decidiu se juntar ao Partido União de Porto Rico liderado por Antonio Rafael Barceló, e foi reeleito deputado da Câmara dos Representantes em 1908. Como membro da Câmara, liderou a luta contra a lei Foraker, também conhecida como "Lei Orgânica de 1900", que estabeleceu um governo civil na ilha. O novo governo teve um governador norte-americano e Conselho Executivo nomeado pelo presidente dos Estados Unidos.
Já em 1919, José sentiu que o Partido União não estava fazendo o suficiente pela causa de Porto Rico e, junto com alguns seguidores, se afastou do partido e formou a Associação Nacionalista de Porto Rico, em San Juan. Por volta de 1920, havia duas outras organizações pró-independência na ilha: a Juventude Nacionalista e a Associação de Independência. A Associação de Independência foi fundada por José S. Alegría, Eugenio Font Suárez e Dr. Leopoldo Figueroa em 1920. Sob a presidência de José, o partido foi capaz de convencer a Assembleia Legislativa de Porto Rico a aprovar uma lei que permitiria a transferência dos restos mortais do patriota porto-riquenho Ramón Emeterio Betances, de Paris, França para Porto Rico. Os restos mortais de Ramón chegaram em San Juan, Porto Rico, em 5 de agosto de 1920, e uma caravana funeral organizada pela Associação Nacionalista transferiu os restos mortais da capital à cidade de Cabo Rojo, onde suas cinzas foram enterradas pelo seu monumento.

## Fundação do Partido Nacionalista de Porto Rico
Em 17 de setembro de 1922, as três organizações políticas se uniram e formaram o Partido Nacionalista de Porto Rico. José foi eleito presidente, o José S. Alegría (pai de Ricardo Alegría) vice-presidente e Antonio Vélez Alvarado "o pai da bandeira porto-riquenha" ao Supremo Conselho do partido. Em 1924 o Dr. Pedro Albizu Campos se juntou ao partido e foi eleito vice-presidente.
Em 1927 José foi convidado pela Universidade de Columbia, em Nova Iorque, Estados Unidos, a dar uma conferência. Naquela conferência, o governador de Nova Iorque, Al Smith, esteve presente e parabenizou José. Quando Al Smith concorreu à presidência dos Estados Unidos em 1928, sob o bilhete democrático, ele convidou José a voltar para os Estados Unidos e fazer a campanha para ele entre as comunidades hispânicas, o qual ele fez. O Partido Nacionalista foi mal nas eleições em 1928, eles só receberam apenas 399 votos de um total de 253.520 votos.
Apesar do fato de que ele era um líder no movimento de independência, José mostrou respeito e admiração pelos norte-americanos. Albizu Campos não gostou do que ele considerava, era a atitude de solidariedade fraterna de José com o inimigo. Em 1930, havia mais desentendimentos entre José e Albizu Campos a respeito de como o partido deve funcionar. Como resultado, José abandonou o partido e alguns de seus seguidores voltaram ao Partido União. Em 11 de maio de 1930, Albiziu Campos foi eleito presidente do Partido Nacionalista de Porto Rico. Em 1931, quando o presidente Herbert Hoover visitou Porto Rico, José instou os ilhéus a saudá-lo com boas-vindas calorosas.

## Membros notáveis da família
José veio de uma família de educadores porto-riquenhos, políticos e escritores. O pai dele, Dr. Cayetano Coll y Toste (1850–1930) foi historiador e escritor. O irmão dele, Cayetano Coll y Cuchí foi presidente da Casa dos Representantes de Porto Rico. A sobrinha dele, Edna Coll foi educadora e escritora que fundou a Academia de Belas Artes, em Porto Rico, e sua sobrinha Isabel Cuchí Coll, outra sobrinha, foi jornalista, autora e diretora da "Sociedad de Autores Puertorriqueños" (Sociedade de autores porto-riquenhos). Seu sobrinho (filho de Edna) Jose "Fufi" Santori Coll é um ex-jogador de basquete que atuava na liga Baloncesto Superior Nacional, treinador e comentarista esportivo de televisão. O neto dele, o advogado Eduardo Morales Coll, foi presidente do Ateneu de Porto Rico durante trinta anos consecutivos, também presidente do Instituto de Literatura de Porto Rico por vinte anos, e é acadêmico da Academia de Porto Rico da língua espanhola, também acadêmico da Academia de Artes e Ciência de Porto Rico, entre outras instituições culturais.

## Anos depois
José foi diretor da Seção de Ciências Políticas de Ateneu, em Porto Rico. É o único porto-riquenho a ter recebido a Medalha de Honra da "Academia Real da Linguagem Espanhola" pelo melhor livro publicado durante um período de cinco anos. José nunca abandonou seus ideais da pró-independência e continuou atuando na causa da independência. José morreu em Santurce, Porto Rico, em 2 de junho de 1960.

## Obras escritas
Entres suas obras escritas, são as seguintes:
- The Secular Issues of the Jewish People
- America's Doctrine
- Nationalism in Puerto Rico (1923)